# Leonid Zhmud
Leonid Jakowlewitsch Schmud (englisch Leonid Zhmud; russisch Леонид Яковлевич Жмудь; * 22. Juni 1956 in Lwow, Ukrainische SSR) ist ein russischer Philosophie- und Wissenschaftshistoriker.

## Leben
Nach seinem Militärdienst begann Zhmud 1977 ein Studium am Department für Alte Geschichte der Universität Leningrad. Nach dem Abschluss 1982 war er drei Jahre lang Lehrer an einer Schule. Von 1985 bis 1987 war er Doktorand am Institut für die Geschichte der Naturwissenschaft und Technik der Akademie der Wissenschaften der UdSSR. 1988 wurde er an der Universität Leningrad in Geschichte zum Ph.D. und 1995 ebendort zum D.Sc. in Philosophie promoviert. Von 1987 an war er Mitarbeiter am Institut für die Geschichte der Naturwissenschaft und Technik, gegenwärtig als leitender Forscher. 1989 gründete er mit Lew Lurje das erste humanistische Gymnasium in Leningrad, das Gymnasium Classicum Petropolitanum, und war dort von 1989 bis 1990 Schulleiter, 1992 bis 1996 stellvertretender Schulleiter.
1990 bis 1992 war er Alexander-von-Humboldt Research Fellow an der Universität Konstanz, mit nachfolgenden Aufenthalten in den Sommermonaten 1993, 2000, 2004, 2008 und 2010. 1995 bis 1996 war er Junior Fellow am Center for Hellenic Studies in Washington, D.C. Im Winter 1998 war er Visiting Fellow an der Maison des Sciences de l’Homme in Paris. 1998 bis 1999 war er Mitglied des Institute for Advanced Study in Princeton, N.J. 2000 bis 2001 war er Fellow des Wellcome Trust for the History of Medicine in London, 2002 bis 2003 war er Fellow des Wissenschaftskollegs zu Berlin, 2006 bis 2007 Fellow des Netherlands Institute for Advanced Study in Wassenaar.
Schwerpunkte seiner Forschungen sind die Vorsokratiker, Pythagoras und die frühen Pythagoreer, die frühgriechische Naturwissenschaft und Medizin, die klassische griechische Philosophie und Religion.

## Schriften (Auswahl)
- Wissenschaft, Philosophie und Religion im frühen Pythagoreismus. Akademie Verlag, Berlin 1997.
- Plato as Architect of Science? In: Phronesis 43, 1998, S. 211–244.
- Revising Doxography: Hermann Diels and his Critics. In: Philologus 145, 2001, S. 219–243.
- Überlegungen zur pythagoreischen Frage. In: Georg Rechenauer (Hrsg.): Frühgriechisches Denken. Göttingen 2005, S. 135–151.
- The origin of the history of science in classical antiquity. De Gruyter, Berlin 2006.
- Pythagoras and the Early Pythagoreans. Oxford University Press, Oxford 2012.